# Deutscher Fernsehpreis 2020
| Logo des Deutschen Fernsehpreises 2020 |
| -------------------------------------- |

Die Verleihung des Deutschen Fernsehpreises 2020 sollte ursprünglich am 6. Juni 2020 nach sechs Jahren wieder im Kölner Coloneum stattfinden, außerdem sollte die Gala wieder live als große „Samstagabendshow“ im Fernsehen ausgestrahlt werden. Federführend für die Ausrichtung wäre turnusgemäß RTL gewesen. Wegen der COVID-19-Pandemie ist die Veranstaltung abgesagt.
Über Nominierte und Preisträger entscheidet aber weiter eine Jury unter dem Vorsitz des Produzenten Wolf Bauer. Die Nominierungen wurden am 4. Juni veröffentlicht. Die Bekanntgabe der Preisträger erfolgte am 17. Juni 2020.
Qualifiziert für den diesjährigen Preis sind alle Fernsehproduktionen deutschen Ursprungs oder mit maßgeblicher kreativer und wirtschaftlicher Mitwirkung deutscher Auftraggeber, die zwischen dem 1. Januar 2019 und dem 30. April 2020 veröffentlicht wurden.

## Jury
Über Nominierte und Preisträger entscheidet eine Jury. Wie in den vorherigen Jahren arbeiten die Sendervertreter weiterhin mit in der Jury, jedoch stimmen sie nun bei der finalen Preisentscheidung nicht mehr mit.
Die Jury für den Deutschen Fernsehpreis 2020 bilden

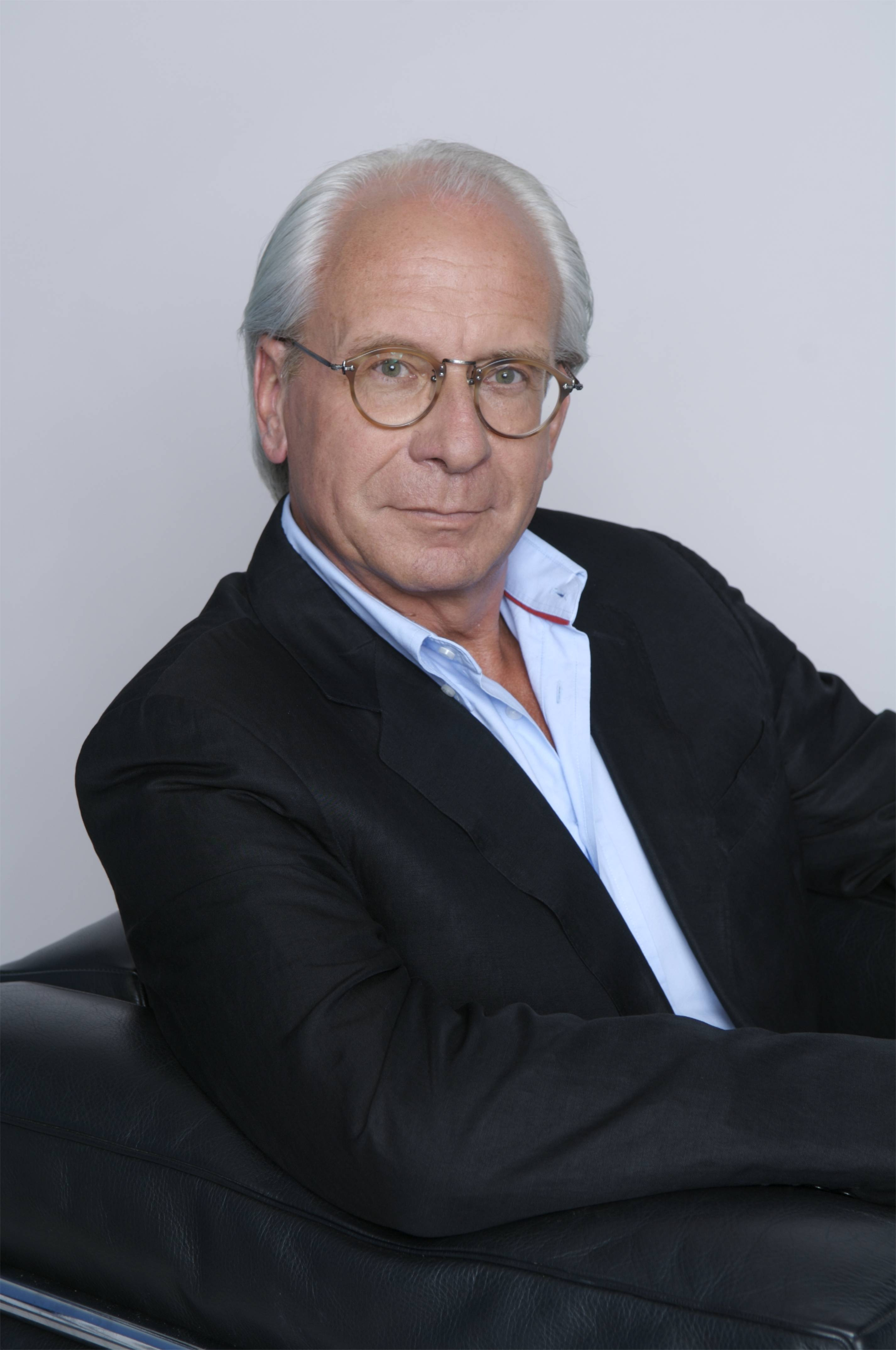
Der Juryvorsitzende der Verleihung 2020: Wolf Bauer

- Wolf Bauer (Produzent) als Vorsitzender

sowie
- Viviane Andereggen (Regisseurin),
- Iris Bettray (Produzentin, sagamedia),
- Orkun Ertener (Autor),
- Maria Furtwängler (Schauspielerin),
- Georg Hirschberg (Produzent, Prime Productions),
- Thomas Lückerath (Chefredakteur, DWDL Medienmagazin),
- Gerda Müller (Produzentin, Bantry Bay),
- Antonia Rados (Journalistin),
- Mitri Sirin (Moderator)

und
- Reinhard Bezler (Sendervertreter Sat.1, Executive Producer),
- Florian Kumb (Sendervertreter ZDF, Chef vom Dienst Programmdirektion),
- Mark Land (Sendervertreter RTL, Head of Producers) und
- Stefan Wirtz (Sendervertreter WDR, Leiter Mediathek und Stv. Abteilungsleiter Programmkoordination u. -verbreitung).

## Preisträger und Nominierungen: Fiktion
| Film/Format                     | N | A |
| ------------------------------- | - | - |
| Preis der Freiheit              | 5 | 3 |
| Der Pass                        | 4 | 1 |
| Endlich Witwer                  | 4 | 1 |
| Tatort                          | 4 | 1 |
| Babylon Berlin                  | 3 | 0 |
| Bad Banks                       | 3 | 1 |
| Eine harte Tour                 | 3 | 2 |
| Unorthodox                      | 3 | 1 |
| Bist du glücklich?              | 2 | 1 |
| Frau Jordan stellt gleich       | 2 | 0 |
| How to Sell Drugs Online (Fast) | 2 | 1 |
| Rampensau                       | 2 | 1 |
| Warten auf’n Bus                | 2 | 0 |

### Bester Fernsehfilm
Bist du glücklich? (ARD/hr)
Endlich Witwer (ZDF/Arte)
Ein Dorf wehrt sich (ZDF/ORF/Arte)
Eine harte Tour (ARD/WDR)
Tatort: Murot und das Murmeltier (ARD/hr)

### Bester Mehrteiler
Preis der Freiheit (ZDF)
Die Neue Zeit (ZDF/Arte)
Unorthodox (Netflix)

### Beste Drama-Serie
Der Pass (Sky)
Babylon Berlin (ARD/Sky/WDR)
Bad Banks (ZDF/Arte)
Druck (funk/ZDFneo)
MaPa (Joyn/rbb)

### Beste Comedy-Serie
How to Sell Drugs Online (Fast) (Netflix)
Frau Jordan stellt gleich (Joyn/ProSieben)
Hindafing (BR/Arte)
Think Big! (Sat.1)
Warten auf’n Bus (rbb)

### Beste Schauspielerin
Barbara Auer für Preis der Freiheit (ZDF)
Jasna Fritzi Bauer für Rampensau (VOX)
Shira Haas für Unorthodox (Netflix)
Katharina Marie Schubert für Tatort: Anne und der Tod (ARD/SWR)
Laura Tonke für Bist du glücklich? (ARD/hr)

### Bester Schauspieler
Joachim Król für Endlich Witwer (ZDF/Arte) und Preis der Freiheit (ZDF)
Barry Atsma für Bad Banks (ZDF/Arte)
Felix Kramer und Ronald Zehrfeld für Warten auf’n Bus (rbb)
Nicholas Ofczarek für Der Pass (Sky)
Ulrich Tukur für Tatort: Murot und das Murmeltier (ARD/hr)

### Beste Regie Fiktion
Isabel Kleefeld für Eine harte Tour (ARD/WDR)
Cyrill Boss, Philipp Stennert für Der Pass (Sky)
Pia Strietmann für Endlich Witwer (ZDF/Arte)

### Bestes Buch Fiktion
Dominique Lorenz für Eine harte Tour (ARD/WDR)
Ralf Husmann für Frau Jordan stellt gleich (Joyn/ProSieben)
Susanne Schneider für Winterherz – Tod in einer kalten Nacht (ZDF)

### Beste Kamera Fiktion
Ngo The Chau für Bad Banks (ZDF/Arte)
Philip Peschlow für Der Pass (Sky)
Morten Søborg für Preis der Freiheit (ZDF)

### Bester Schnitt Fiktion
Barbara Brückner für Tatort: Anne und der Tod (ARD/SWR)
Alexander Berner, Claus Wehlisch und Antje Zynga für Babylon Berlin (ARD/Sky/WDR)
Marc Schubert, Alex Kutka, Rainer Nigrelli und Christoph Cepok für How to Sell Drugs Online (Fast) (Netflix)

### Beste Ausstattung Fiktion
Silke Fischer (Szenenbild) und Justine Seymour (Kostüm) für Unorthodox (Netflix)
Uli Hanisch (Szenenbild) und Pierre-Yves Gayraud (Kostüm) für Babylon Berlin (ARD/Sky/WDR)
Tilman Lasch (Szenenbild) für Preis der Freiheit (ZDF)

### Beste Musik
Tina Pepper und Sophie Hunger für Rampensau (VOX)
Martina Eisenreich für Endlich Witwer (ZDF/Arte) und Spreewaldkrimi: Zeit der Wölfe (ZDF)
Annette Focks für Lotte am Bauhaus (ARD/MDR/SWR)

## Preisträger und Nominierungen: Unterhaltung
| Film/Format                                                                 | N | A |
| --------------------------------------------------------------------------- | - | - |
| Ich bin ein Star – Holt mich hier raus!                                     | 3 | 0 |
| The Masked Singer                                                           | 3 | 2 |
| Denn sie wissen nicht, was passiert! Die Jauch-Gottschalk-Schöneberger-Show | 2 | 1 |
| heute-show                                                                  | 2 | 1 |
| Hochzeit auf den ersten Blick                                               | 2 | 1 |
| Kitchen Impossible                                                          | 2 | 0 |
| Kroymann                                                                    | 2 | 1 |
| Let’s Dance                                                                 | 2 | 0 |

### Beste Unterhaltung Show
The Masked Singer (ProSieben)
Denn sie wissen nicht, was passiert! Die Jauch-Gottschalk-Schöneberger-Show (RTL)
Joko & Klaas gegen ProSieben und Joko & Klaas LIVE (ProSieben)

### Beste Unterhaltung Reality
Das Sommerhaus der Stars – Kampf der Promipaare (RTL)
Prince Charming (TVNOW/VOX)
Queen of Drags (ProSieben)

### Beste Comedy
heute-show (ZDF)
Die Anstalt (ZDF)
Kroymann (ARD/Radio Bremen/SWR/NDR/WDR)

### Bestes Factual Entertainment
Wir sind klein und ihr seid alt (VOX)
Hochzeit auf den ersten Blick (Sat.1)
Kitchen Impossible (VOX)

### Beste Moderation/Einzelleistung Unterhaltung
Barbara Schöneberger, Günther Jauch, Thomas Gottschalk und Thorsten Schorn für Denn sie wissen nicht, was passiert! Die Jauch-Gottschalk-Schöneberger-Show (RTL)
Daniel Hartwich für Let’s Dance (RTL) und Ich bin ein Star – Holt mich hier raus! (RTL)
Kai Pflaume, Bernhard Hoëcker und Elton für Wer weiß denn sowas? (ARD/NDR)

### Beste Autoren Unterhaltung
Maren Kroymann und Sebastian Colley für Kroymann (ARD/Radio Bremen/SWR/NDR/WDR)
Micky Beisenherz, Jens Oliver Haas und Jörg Uebber für Ich bin ein Star – Holt mich hier raus! (RTL)
Oliver Welke und Morten Kühne für heute-show (ZDF)

### Beste Regie Unterhaltung
Andrea Achterberg für Schlag den Star (ProSieben), Unsere Schätze – Die große Terra X-Show (ZDF) und Ready to beef! (VOX)
Mark Achterberg für The Masked Singer (ProSieben) und Let’s Dance (RTL)
Knut Fleischmann für Ninja Warrior Germany (RTL)

### Bester Schnitt Unterhaltung
Bettina Böttger für Hochzeit auf den ersten Blick (Sat.1)
Daniel Coenen, Denis Schnack und Thomas Knipf für Kitchen Impossible (VOX)
Alexander von Sturmfeder für Ich bin ein Star – Holt mich hier raus! (RTL)

### Beste Gestaltung Unterhaltung
Alexandra Brandner (Kostümbild) für The Masked Singer (ProSieben)
Christian Hanno und Jakob Kuby (Bühnenbild) für Die Helene Fischer Show (ZDF)
Michael König, Lea Fumy und Julian Schleef (Szenenbild/Design) für Neo Magazin Royale (ZDF/ZDFneo) und Lass dich überwachen! Die Prism is a Dancer Show (ZDF)

## Preisträger und Nominierungen: Information
| Film/Format                                         | N | A |
| --------------------------------------------------- | - | - |
| Barfuß ohne Sattel – Die kleinen Reiter von Sumbawa | 2 | 1 |
| Die neue Seidenstraße – Chinas Griff nach Westen    | 2 | 0 |
| Die Story im Ersten                                 | 2 | 1 |
| Kindheit unterm Hakenkreuz – 80 Jahre 2. Weltkrieg  | 2 | 0 |
| Resistance Fighters – Die globale Antibiotika-Krise | 2 | 1 |
| Terra X                                             | 2 | 0 |

### Beste Information
Sonderpreis der Jury  – Die Corona-Berichterstattung
Tagesschau und Tagesthemen (ARD)
ARD Extra: Die Corona-Lage (ARD)
RTL aktuell und RTL Nachtjournal (RTL)
ntv Corona-Berichterstattung (n-tv)
ProSieben Spezial Corona-Update. Live (ProSieben)
Sat.1 Frühstücksfernsehen. Gemeinsam durch die Krise (Sat.1)
heute und heute-journal (ZDF)
auslandsjournal Spezial Corona Global (ZDF)

### Bestes Infotainment
Leschs Kosmos (ZDF)
Team Wallraff: Hinter geschlossenen Türen – Undercover in Psychiatrien und Jugendhilfe (RTL)
Terra X: Anthropozän – Das Zeitalter des Menschen (ZDF)

### Beste Dokumentation/Reportage
Die Story im Ersten: Die unheimliche Macht der Berater (ARD/WDR/NDR)
Kindheit unterm Hakenkreuz – 80 Jahre 2. Weltkrieg (VOX)
Die Story im Ersten: Klimafluch und Klimaflucht (ARD/SWR)
Resistance Fighters – Die globale Antibiotika-Krise (ZDF/Arte)
Die neue Seidenstraße – Chinas Griff nach Westen (ZDF)

### Beste Moderation/Einzelleistung Information
Marietta Slomka für heute-journal (ZDF)
Steffen Hallaschka für Stern TV (RTL)
Sandra Maischberger für maischberger. die woche (ARD/WDR)

### Beste Kamera Information/Dokumentation
Dominic Gill, Angelo Conte und Gordon Kalbfleisch für Barfuß ohne Sattel – Die kleinen Reiter von Sumbawa (ZDF/Arte)
Ludger Nüschen, Toby Marshall, Bert Schönborn und Ralph Zeilinger für Die neue Seidenstraße – Chinas Griff nach Westen (ZDF)
Jan Prillwitz für Terra X: Anthropozän – Das Zeitalter des Menschen (ZDF)

### Bester Schnitt Information/Dokumentation
Michael Scheffold für Resistance Fighters – Die globale Antibiotika-Krise (ZDF/Arte)
Robert Handrick, Mathias Niepenberg, Martin Reimers für Kindheit unterm Hakenkreuz – 80 Jahre 2. Weltkrieg (VOX)
Ansgar Pohle für Barfuß ohne Sattel – Die kleinen Reiter von Sumbawa (ZDF/Arte)

## Preisträger und Nominierung: Sport

### Beste Sportsendung
Die Finals – Berlin 2019 (ARD/rbb/ZDF)
Basketball-Weltmeisterschaft 2019 (Magenta Sport)
FIFA eWorld Cup – Das Finale 2019 (Sport1)

## Weitere Preisträger
Die folgenden Preise sind von den Stiftern des Deutschen Fernsehpreises gesetzte Preise und werden ohne vorherige Nominierung verliehen. Zu den Stiftern 2020 gehören wie seit 2016 Thomas Bellut, Intendant des ZDF, Tom Buhrow, Intendant des WDR, sowie Kaspar Pflüger, Geschäftsführer von Sat.1. Neu hinzugekommen ist Stephan Schäfer, Geschäftsführer für Inhalte & Marken der Mediengruppe RTL Deutschland.

### Ehrenpreis der Stifter
Mit dem Ehrenpreis ehren die Stifter des Deutschen Fernsehpreises normalerweise eine Person für ihre Verdienste in Film und Fernsehen. 2020 wurde er nicht verliehen. Stattdessen hat sich die Jury des Deutschen Fernsehpreises dazu entschlossen, einen Sonderpreis „Beste Information“ für die Corona-Berichterstattung zu vergeben.

### Förder-/Nachwuchspreis
Der mit 15.000 Euro dotierte Förderpreis für den Nachwuchs wurde an die Wissenschaftsjournalistin Mai Thi Nguyen-Kim vergeben.